# Finmere
Finmere is een civil parish in het bestuurlijke gebied Cherwell, in het Engelse graafschap Oxfordshire met 466 inwoners.